# (12975) Efremov
(12975) Efremov est un astéroïde de la ceinture principale.

## Description
(12975) Efremov est un astéroïde de la ceinture principale. Il fut découvert le 28 septembre 1973 à Naoutchnyï par Nikolaï Tchernykh. Il présente une orbite caractérisée par un demi-grand axe de 2,59 UA, une excentricité de 0,14 et une inclinaison de 15,1° par rapport à l'écliptique.

## Compléments